# كيفن مكدونالد (لاعب كرة قدم)
كيفن مكدونالد (بالإنجليزية: Kevin McDonald)‏ (23 يناير 1981 في المملكة المتحدة - ) هو لاعب كرة قدم بريطاني في مركز الوسط. لعب مع درودا يونايتد ودندي يونايتد ونادي روس كاونتي ونادي غرينوك مورتون.

## وصلات خارجية
- كيفن مكدونالد على موقع قاعدة بيانات كرة القدم.إي يو (الإنجليزية)
- كيفن مكدونالد على موقع Soccerbase.com (لاعب) (الإنجليزية)